# Christian Bernhard Tauchnitz

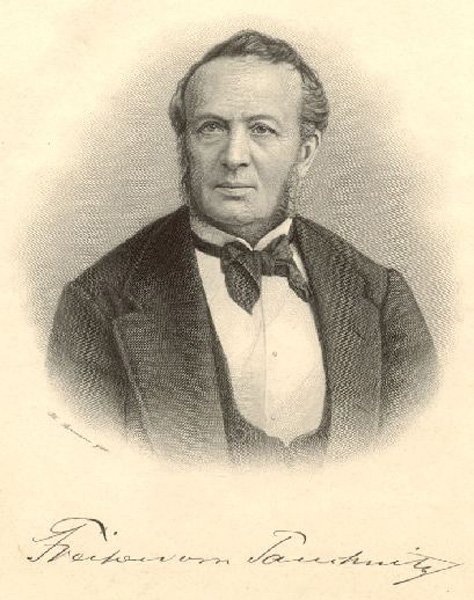
Christian Bernhard Tauchnitz

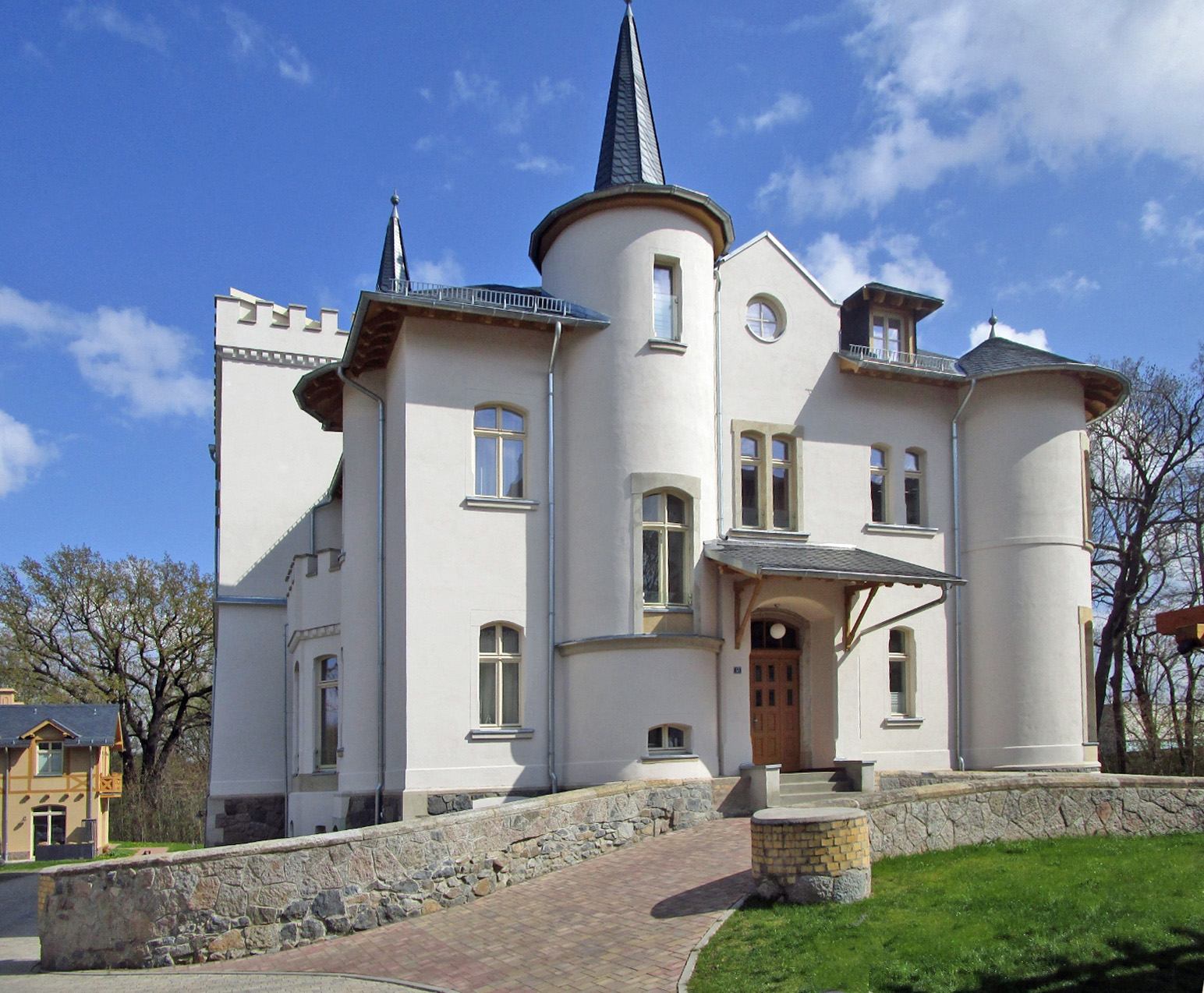
Villa Tauchnitz, Ansicht von der Straßenseite (2021)

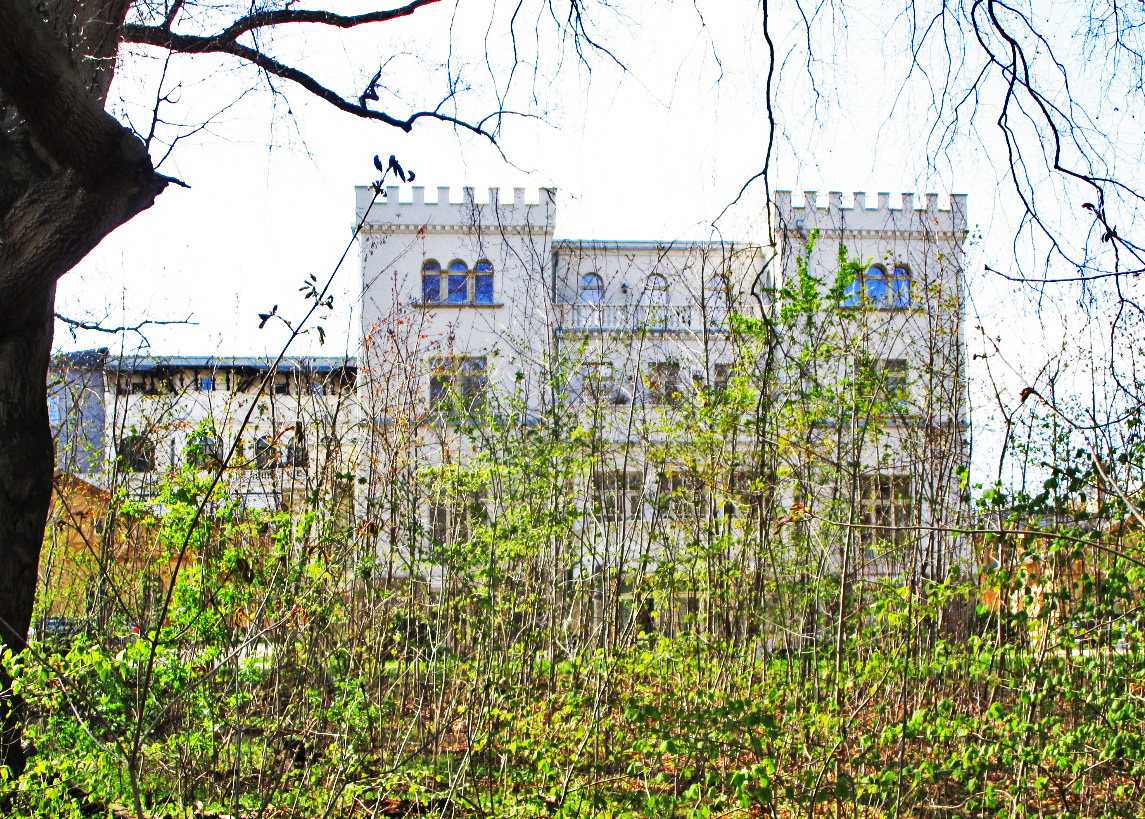
Rückseite der Verlegervilla im Tudorstil (2021)

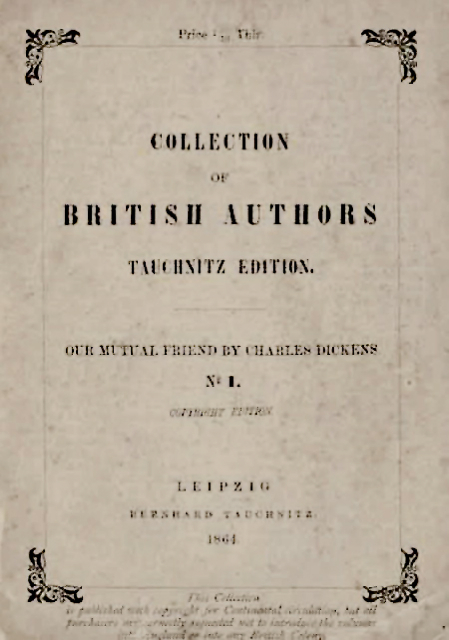
Aus Tauchnitz’ Collection of British Authors (1841)

Christian Bernhard Tauchnitz, ab 1860 Freiherr von Tauchnitz, (* 25. August 1816 in Schleinitz, heute Ortschaft Unterkaka; † 13. August 1895 in Trattlau (Amtshauptmannschaft Zittau), heute Kostrzyna in der Gmina Zgorzelec) war ein deutscher Verleger und gilt als Wegbereiter des modernen Taschenbuchs.

## Herkunft
Christian Bernhards Onkel, Carl Christoph Traugott Tauchnitz (1761–1836) hatte 1796 eine Buchdruckerei in Leipzig eröffnet und sie zwei Jahre später um einen Verlag erweitert, in dem er u. a. griechische und lateinische Klassiker in preiswerten Stereotypie-Ausgaben publizierte. Christian Bernhards Cousin Carl Christian Philipp Tauchnitz (1798–1884), der Sohn von Carl Christoph Traugott Tauchnitz, führte den Verlag zunächst weiter und verkaufte ihn dann schrittweise ab 1844.

## Leben
Im Alter von sechs bis zwölf Jahren besuchte Tauchnitz die „renommierte Erziehungsanstalt für Knaben aus den höheren Ständen ‚Wackerbarths Ruh‘ (Langs Knabenschule)“ in der Lößnitz bei Dresden. Dann absolvierte er in Leipzig eine Buchhändler-Ausbildung in der Kayserschen Buchhandlung und trat in die Firma seines Onkels Carl ein. Ein Jahr nach dessen Tod 1836 gründete Tauchnitz im Alter von 21 Jahren ein eigenes Unternehmen, eine Druckerei mit einem Verlag unter dem Firmennamen Bernhard Tauchnitz, in dem er sich zunächst der Herausgabe juristischer Werke widmete. Seine 1841 umgesetzte Geschäftsidee, preiswerte Buchausgaben englischer und amerikanischer Literatur zu produzieren, erwies sich als überaus erfolgreich. 1848 erwarb Tauchnitz das Schloss Kleinzschocher bei Leipzig, das er als nunmehriger Rittergutsbesitzer 1865 umbauen ließ. 1860 wurde er von Herzog Ernst II. von Sachsen-Coburg-Gotha in den Freiherrnstand erhoben und 1877 von König Albert von Sachsen auf Lebenszeit zum Mitglied der I. Kammer des Sächsischen Landtags ernannt. Von 1866 bis zu seinem Tod war er britischer Generalkonsul für das Königreich Sachsen und die umliegenden Fürstentümer. Nach Tauchnitz’ Tod 1895 übernahm sein Sohn Christian Karl Bernhard von Tauchnitz den Verlag.
Christian Bernhard Freiherr von Tauchnitz wurde im Familiengrab in der VIII. Abteilung des Neuen Johannisfriedhofs beerdigt.

## Die Tauchnitz Editions
Tauchnitz verlegte ab 1841 eine Collection of British and American Authors, die vor allem Schüler, Studenten und Reisende aus dem englischsprachigen Raum ansprechen sollte. Die preiswerten Ausgaben, die es in unterschiedlichen Einbänden und Preisklassen gab, gelten als erste moderne Taschenbücher. 1868 erweiterte er die Reihe um eine englischsprachige Collection of German Authors, der 1886 die Students’ Tauchnitz Editions folgten.
Die Reihe der Tauchnitz Editions, die schließlich über 5300 Bände von über 700 Autoren umfasste, ist auch insofern bemerkenswert, als Tauchnitz erstmals direkte Exklusivverträge mit den Autoren abschloss und ihnen ein Honorar zahlte, was vor dem Abschluss der Urheberrechtsverträge eher selten vorkam. Tauchnitz gelang es häufig, europäische Erstauflagen gleichzeitig mit der britischen Erstauflage erscheinen zu lassen. Daher gelten die Tauchnitz Editions bis heute auch in textlicher Hinsicht als interessante Sammel- und Forschungsobjekte.
Eine der umfangreichsten Sammlungen an Tauchnitz-Editionen, die  Todd-Bowden Collection of Tauchnitz Editions mit ca. 6700 Bänden, wurde 1992 von der British Library erworben, unter anderem mit Unterstützung der Kulturstiftung der Länder. Eine andere umfangreiche Sammlung mit über 5000 Bänden befindet sich in der Landesbibliothek Coburg. Weiterhin befindet sich Archivgut des Verlags heute im Sächsischen Staatsarchiv, Abteilung Leipzig.